# Romela Begaj
Romela Begaj (Tirana, 2 november 1986) is een Albanees gewichthefster, actief in de klasse van de lichtgewichten (klasse tot 58 kg). Begaj nam tweemaal deel aan de Olympische Zomerspelen, maar behaalde geen medaille. 
In 2008 kon Begaj zich een eerste maal kwalificeren voor de Olympische Spelen. In Peking behaalde ze een zesde plaats. 
Op de Olympische Spelen in Londen in 2012 eindigde ze  met een totaal van 216 kg op de 11e plaats. Begaj mocht de Albanese vlag dragen tijdens de openingsceremonie.

## Persoonlijke records
| Onderdeel | Prestatie | Datum           | Plaats  |
| --------- | --------- | --------------- | ------- |
| trekken   | 102 kg    | 6 april 2012    | Antalya |
| stoten    | 118 kg    | 9 augustus 2008 | Peking  |
| totaal    | 216 kg    | 9 augustus 2008 | Peking  |

## Belangrijkste resultaten
Lichtgewichten (tot 58 kg)
- 2005:  Middellandse Zeespelen
- 2006: 5e Junioren-WK – 196 kg
- 2008:    EK – 212 kg
- 2008: 6e OS  - 216 kg
- 2009:    EK – 207 kg
- 2009:  Middellandse Zeespelen – 205 kg
- 2009: 4e  WK – 207 kg
- 2010:    EK – 207 kg
- 2011: 8e WK – 213 kg
- 2012:   EK – 215 kg
- 2012: 11e OS  - 216 kg